# Národní basketbalová liga 2010-2011
La Národní basketbalová liga 2010-2011 è stata la 19ª edizione del massimo campionato ceco di pallacanestro maschile. La vittoria finale è stata ad appannaggio del ČEZ Nymburk.

## Regular season
|     | Squadra                 | G  | V  | P  | PF   | PS   | Pt. | Qualificazione      |
| --- | ----------------------- | -- | -- | -- | ---- | ---- | --- | ------------------- |
| 1.  | Prostějov               | 20 | 17 | 3  | 1725 | 1460 | 37  | poule scudetto      |
| 2.  | Děčín                   | 20 | 16 | 4  | 1574 | 1359 | 36  | poule scudetto      |
| 3.  | Unibon Nový Jičín       | 20 | 15 | 5  | 1743 | 1397 | 35  | poule scudetto      |
| 4.  | JIP Pardubice           | 20 | 14 | 6  | 1599 | 1388 | 34  | poule scudetto      |
| 5.  | NH Ostrava              | 20 | 13 | 7  | 1588 | 1518 | 34  | poule scudetto      |
| 6.  | Breda & Weinstein Opava | 20 | 10 | 10 | 1533 | 1568 | 30  | poule retrocessione |
| 7.  | Kolín                   | 20 | 9  | 11 | 1533 | 1608 | 29  | poule retrocessione |
| 8.  | Brno                    | 20 | 7  | 13 | 1441 | 1528 | 27  | poule retrocessione |
| 9.  | USK Praga               | 20 | 5  | 15 | 1413 | 1567 | 25  | poule retrocessione |
| 10. | Loko Interconex Plzeň   | 20 | 2  | 18 | 1328 | 1683 | 22  | poule retrocessione |
| 11. | Basketbal QANTO Svitavy | 20 | 2  | 18 | 1299 | 1700 | 22  | poule retrocessione |

## Seconda fase

### Poule scudetto
|    | Squadra           | G  | V  | P | PF  | PS  | Pt. | Qualificazione |
| -- | ----------------- | -- | -- | - | --- | --- | --- | -------------- |
| 1. | ČEZ Nymburk       | 10 | 10 | 0 | 846 | 725 | 20  | playoffs       |
| 2. | Prostějov         | 10 | 7  | 3 | 814 | 767 | 17  | playoffs       |
| 3. | JIP Pardubice     | 10 | 6  | 4 | 784 | 734 | 16  | playoffs       |
| 4. | Děčín             | 10 | 4  | 6 | 716 | 744 | 14  | playoffs       |
| 5. | NH Ostrava        | 10 | 2  | 8 | 713 | 829 | 12  | playoffs       |
| 6. | Unibon Nový Jičín | 10 | 1  | 9 | 733 | 807 | 11  | playoffs       |

### Poule retrocessione
|     | Squadra                 | G  | V  | P  | PF   | PS   | Pt. | Qualificazione |
| --- | ----------------------- | -- | -- | -- | ---- | ---- | --- | -------------- |
| 7.  | Breda & Weinstein Opava | 30 | 17 | 13 | 2287 | 2282 | 47  | playoffs       |
| 8.  | Kolín                   | 30 | 15 | 15 | 2354 | 2404 | 45  | playoffs       |
| 9.  | USK Praga               | 30 | 11 | 19 | 2131 | 2242 | 41  | playoffs       |
| 10. | Brno                    | 30 | 10 | 20 | 2169 | 2288 | 40  | playoffs       |
| 11. | Basketbal QANTO Svitavy | 30 | 7  | 23 | 2011 | 2429 | 37  |                |
| 12. | Loko Interconex Plzeň   | 30 | 5  | 25 | 2068 | 2482 | 35  |                |

## Playoffs
|  | Primo turno | Primo turno | Primo turno |  |    | Quarti di finale | Quarti di finale | Quarti di finale |             |           | Semifinali | Semifinali | Semifinali |  |  | Finali | Finali      | Finali |
|  |             |             |             |  |    |                  |                  |                  |             |           |            |            |            |  |  |        |             |        |
|  |             |             |             |  |    | 1.               | ČEZ Nymburk      | 3                |             |           |            |            |            |  |  |        |             |        |
|  | 8.          | Kolín       | 0           |  |    | 9.               | USK Praga        | 0                |             |           |            |            |            |  |  |        |             |        |
|  | 8.          | Kolín       | 0           |  | 1. | 9.               | USK Praga        | 0                | ČEZ Nymburk | 3         |            |            |            |  |  |        |             |        |
|  | 9.          | USK Praga   | 2           |  | 1. |                  |                  |                  |             | 3         |            |            |            |  |  |        |             |        |
|  | 9.          | USK Praga   | 2           |  | 4. | Děčín            | 0                |                  |             |           |            |            |            |  |  |        |             |        |
|  |             |             |             |  |    | Děčín            | 0                | 4.               | Děčín       | 3         |            |            |            |  |  |        |             |        |
|  |             |             |             |  |    |                  |                  | 4.               | Děčín       | 3         |            |            |            |  |  |        |             |        |
|  |             |             |             |  |    | 5.               | Nová huť Ostrava | 1                |             |           |            |            |            |  |  |        |             |        |
|  |             |             |             |  |    |                  |                  |                  |             |           |            |            |            |  |  | 1.     | ČEZ Nymburk | 4      |
|  |             |             |             |  |    |                  |                  | 2.               | Prostějov   | 2         |            |            |            |  |  |        |             |        |
|  |             |             |             |  |    | 3.               | Pardubice        | 3                |             |           |            |            |            |  |  |        |             |        |
|  |             |             |             |  |    | 6.               | Nový Jičín       | 2                |             |           |            |            |            |  |  |        |             |        |
|  |             |             |             |  |    | 6.               | Nový Jičín       | 2                |             | 3.        | Pardubice  | 2          |            |  |  |        |             |        |
|  | 7.          | Opava       | 2           |  |    |                  |                  |                  |             | 3.        | Pardubice  | 2          |            |  |  |        |             |        |
|  | 7.          | Opava       | 2           |  | 2. | Prostějov        | 3                |                  |             |           |            |            |            |  |  |        |             |        |
|  | 10.         | Brno        | 1           |  | 2. | Prostějov        | 3                |                  | 2.          | Prostějov | 3          |            |            |  |  |        |             |        |
|  | 10.         | Brno        | 1           |  |    |                  |                  |                  | 2.          | Prostějov | 3          |            |            |  |  |        |             |        |
|  |             |             |             |  |    | 7.               | Opava            | 0                |             |           |            |            |            |  |  |        |             |        |

| Národní basketbalová liga 2010-2011 |
| ----------------------------------- |
| ČEZ Nymburk 8º titolo               |

## Squadra vincitrice
| N° | Naz.                   | Ruolo | Sportivo            |      | Alt. |  |
| -- | ---------------------- | ----- | ------------------- | ---- | ---- |  |
| 4  | Rep. Ceca (bandiera)   | C     | Petr Benda          | 1982 | 204  |  |
| 5  | Rep. Ceca (bandiera)   | AP    | Ladislav Sokolovský | 1977 | 200  |  |
| 6  | Rep. Ceca (bandiera)   | GA    | Pavel Pumprla       | 1986 | 198  |  |
| 8  | Rep. Ceca (bandiera)   | C     | Aleš Chán           | 1980 | 215  |  |
| 9  | Rep. Ceca (bandiera)   | AP    | Michal Křemen       | 1981 | 200  |  |
| 10 | Israele (bandiera)     | G     | Afik Nissim         | 1981 | 185  |  |
| 11 | Stati Uniti (bandiera) | G     | Tre Simmons         | 1982 | 198  |  |
| 12 | Rep. Ceca (bandiera)   | A     | Radek Nečas         | 1980 | 204  |  |
| 25 | Rep. Ceca (bandiera)   | G     | Pavel Slezák        | 1984 | 186  |  |
| 31 | Serbia (bandiera)      | C     | Vladimir Štimac     | 1987 | 211  |  |
| 34 | Inghilterra (bandiera) | G     | Mike Lenzly         | 1981 | 189  |  |
|    | Israele (bandiera)     | All.  | Ronen Ginzburg      |      |      |  |